# جوزيف دومولين
جوزيف دومولين هو عازف بيانو بلجيكي، ولد في 27 أبريل 1975 في Izegem ‏ في بلجيكا.

## وصلات خارجية
- الموقع الرسمي
- جوزيف دومولين على موقع IMDb (الإنجليزية)
- جوزيف دومولين على موقع ميوزك برينز (الإنجليزية)
- جوزيف دومولين على موقع أول ميوزيك (الإنجليزية)
- جوزيف دومولين على موقع ديسكوغز (الإنجليزية)